# Michael Agazzi
Michael Agazzi (* 3. Juli 1984 in Ponte San Pietro) ist ein italienischer ehemaliger Fußballtorwart.